# Politique sportive de l'Union européenne
Au niveau de la Commission européenne, le commissaire à l'Éducation et la Culture est chargé des sports. Par ailleurs, 2004 est officiellement l'année européenne de l'éducation par le sport.
La nouvelle Constitution européenne cite les sports comme l'un des domaines où pourront s'exercer des programmes européens d'actions de soutien, coordination et supplémentation, comme cela existe déjà couramment dans de nombreux autres domaines communs. 
« L'Union contribuera à la promotion des activités sportives en Europe, du fait de la fonction sociale et éducative du sport. […] l'action de l'Union visera à développer la dimension européenne dans le sport, en promouvant l'équité dans les compétitions et la coopération entre les organisations sportives et en protégeant l'intégrité physique et morale des sportifs et sportives, notamment des jeunes sportifs. »
Il est ainsi attendu qu'une coopération renforcée dans l'Union pour la préparation aux compétitions internationales aura un effet sur son statut sportif dans le monde. Grâce à des programmes européens adaptés, les pays membres les moins performants pourront être aidés. Des installations d'entraînement, des entraîneurs et des spécialistes du sport pourront aussi être mis en commun entre les pays membres.

## L'Union européenne et les Jeux olympiques d'été 2004 et 2008
Les Jeux olympiques, tant antiques que contemporains, furent lancés sur le territoire de ce qui est maintenant l'Union européenne. Symboliquement, les Jeux olympiques d'été 2004 se sont déroulés à Athènes (suivis par les jeux paralympiques). Ceux de 2008 se sont déroulés à Pékin.
Bien que dans de nombreux domaines l'Union européenne soit de plus en plus considérée comme un acteur de plein droit, au même rang ou à la place des États membres, chaque membre présente actuellement des athlètes sous forme de délégations individuelles aux Jeux olympiques dans le cadre juridique d'un Comité national olympique (CNO).
Les résultats olympiques 2004 et 2008 des athlètes de l'Union européenne montrent un nombre de médailles très supérieur à celui de tout CNO. Des effets mécaniques ont joué sur le total cumulé des trois métaux. Dans les sports par équipe, la présence de plusieurs équipes a sans doute gonflé ce nombre. En revanche, le nombre de médailles d'or aurait pu être supérieur dans le cas d'équipes paneuropéennes réunissant sélectivement les meilleurs athlètes de l'Union.
La Commission européenne a fait état de cette performance et félicité les sportifs européens de leur excellence. Elle a émis le souhait que le drapeau européen soit utilisé en parallèle avec les drapeaux nationaux aux prochains Jeux olympiques.